# Hirschstein
Hirschstein is een gemeente en plaats in de Duitse deelstaat Saksen, en maakt deel uit van de Landkreis Meißen.
Hirschstein telt 1.966 inwoners.

## Indeling van de gemeente
De gemeente Hirschstein bestaat uit 11 kleine dorpen met de status Gemeindeteil, te weten:
- Althirschstein
- Bahra
- Böhla
- Boritz
- Heyda
- Kobeln
- Mehltheuer
- Neuhirschstein, bij het kasteel
- Pahrenz
- Prausitz, zetel van het gemeentebestuur
- Schänitz.

Er is een streekbusverbinding met de naburige stad Riesa.
De gemeente ligt nabij de Lommatzscher Pflege, een vruchtbaar landbouwgebied.

## Kasteel Hirschstein

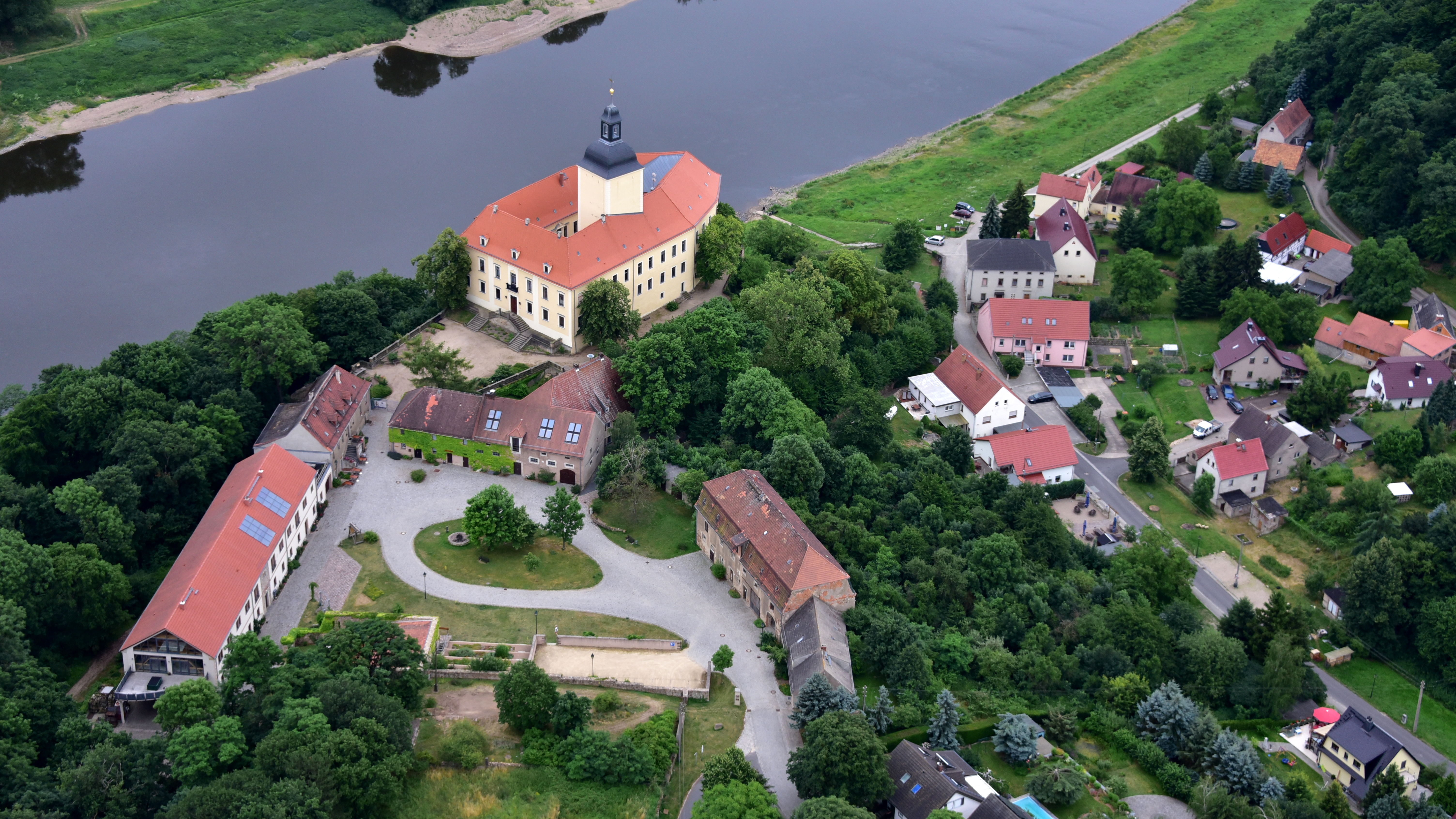
Kasteel Hirschstein

Kasteel Hirschstein ligt op een heuveltje aan de westoever van de Elbe.
Tijdens de Tweede Wereldoorlog werd de Belgische koning Leopold III met zijn gezin door de Duitsers hier enige tijd (1943-1944) ondergebracht. 
Na de oorlog was het tot 2009 als ziekenhuis en herstellingsoord in gebruik, met name voor kinderen en tieners met psychische klachten. 
In en rondom het kasteel vinden regelmatig concerten en exposities plaats en in december een kerstmarkt. De gemeente beoogt, het kasteel te gebruiken voor culturele evenementen, waarbij kinderen een belangrijke rol spelen. Kasteel Hirschstein ligt aan de langeafstands-fietsroute Elberadweg.
Coswig ·
Diera-Zehren ·
Ebersbach ·
Glaubitz ·
Gröditz ·
Großenhain ·
Hirschstein ·
Käbschütztal ·
Klipphausen ·
Lampertswalde ·
Lommatzsch ·
Meißen ·
Moritzburg ·
Niederau ·
Nossen ·
Nünchritz ·
Priestewitz ·
Radebeul ·
Radeburg ·
Riesa ·
Röderaue ·
Schönfeld ·
Stauchitz ·
Strehla ·
Thiendorf ·
Weinböhla ·
Weißig a. Raschütz ·
Wülknitz ·
Zeithain